# Raoul Stéphan
Pour les articles homonymes, voir Stéphan.
Raoul Stéphan (1889-1965) est un écrivain, essayiste et poète français.

## Biographie
D'origine suisse, Raoul Albin Paul Stoupan, plus connu sous son nom de plume Raoul Stéphan, naît le 30 mai 1889 à Nîmes. Après des études à la Faculté des lettres de Montpellier couronnées par un DES, il réussit l'agrégation de lettres en 1914. À peine nommé au lycée d'Alger, il est mobilisé dans les combats de la Première Guerre mondiale. Passionné par les « pays de lumière et de chaleur », il choisit toutefois de revenir en France métropolitaine et est muté à Chartres, puis à Laon.
Il appartient à l'Association des écrivains combattants.
Il meurt à Paris le 28 mars 1965, où il était domicilié depuis presque 30 années, au 47 rue des Tournelles, où une plaque a été apposée en sa mémoire.

## Œuvre
Il a célèbré dans Les Dieux de la fontaine (1921) et Enchantement de l'aube (1941) sa ville natale « au cœur de source ». Il a écrit aussi plusieurs romans ayant pour cadre les Cévennes, tel Monestié le Huguenot (1926).
Dans L'Homme-Chien (1922), un conte philosophique, il livre une réflexion sur « l'humanité animale de l'homme ». Il campe aussi les amours contrariées de Gilbert Fidelaire dans La Dévotion à l'amour.
Versé également dans l'essai, il donne de 1949 à 1956 des reportages sur diverses sectes chrétiennes. Il signe en 1945 L'Épopée huguenote (parcourant les années 1515 à 1715), puis en 1961 une Histoire du protestantisme français (un panorama généraliste, comprenant notamment des pages remarquées sur le « style protestant »),,.

## Ouvrages
- Contes de l'arrière, Paris, Maison française d'art et d'édition, 1916 (BNF 41684023).
- L'Étreinte, Paris, Rouff, coll. « Le Grand Prix du public », 1921 (BNF 31404764).
- Les Dieux de la fontaine, Saint-Raphaël, Tablettes, 1921 (BNF 31404760).
- Avec Charles Méré et René Jeanne, Firmin Gémier, Paris, La Herse, 1921 (BNF 38711443).
- Monestié le Huguenot, Paris, Albin Michel, 1926 (BNF 31404769).
- Becagrun, Paris, Albin Michel, 1935 (BNF 31404757).
- Enchantement de l'aube, Nîmes, Salle, 1941 (BNF 31404761).
- Des pipeaux du Midi aux Cantiques du soir, 1957 (BNF 32647238)
- Histoire du protestantisme français (préf. Marc Boegner), Paris, Fayard, 1961 (BNF 37504056).

## Distinctions
- Croix de guerre 1914-1918[3].
- Officier de la Légion d'honneur[3].
- Prix Montyon 1927 et 1949[10].
- Prix Lange 1943[10].
- Prix Drouyn-de-Lhuys 1946[11].
- Médaille du Club cévenol 1949[12].
- Prix de littérature régionaliste 1950 de la Société des gens de lettres[13].
- Prix Artigue pour Des pipeaux du Midi aux Cantiques du soir en 1957[10].
- Prix Broquette-Gonin 1962[10].